# Trabala vishnou
Trabala vishnou är en nattfjäril som tillhör familjen ädelspinnare. Den finns i Sydostasien inkluderat Pakistan, Indien, Thailand, Sri Lanka, Myanmar, Java, Kina, Japan, Taiwan, Hongkong, Vietnam och Indonesien. Fyra underarter finns dokumenterade.